# 維什尼夫齊 (納德沃爾納亞區)
48°37′3″N 24°44′17″E / 48.61750°N 24.73806°E
維什尼夫齊（烏克蘭語：Вишнівці），是烏克蘭的村落，位於該國西部伊萬諾-弗蘭科夫斯克州，由納德沃爾納亞區負責管轄，面積8.3平方公里，2024年人口228，人口密度每平方公里31.2人。